# Air Panama
Air Panama – panamska linia lotnicza z siedzibą w stolicy kraju, Panamie.  Air Panama została założona w 1980 jako PARSA, chociaż niektóre usługi były wykonywane pod marką Turismo Aéreo. W 2005 nabyto prawa do znaku towarowego Air Panama.
W 2025 linia realizowała połączenia na 5 kierunkach krajowych.

## Flota
Według stanu na czerwiec 2025 flota Air Panama składała się z 4 samolotów o średnim wieku 34,7 lat:
| Samolot              | Samolot | Samolot   | Liczba miejsc | Liczba miejsc | Uwagi |
| Model                | Aktywne | Zamówione | E             | Łącznie       | Uwagi |
| -------------------- | ------- | --------- | ------------- | ------------- | ----- |
| Bombardier DHC-8-400 | –       | 1         | 76            | 76            |       |
| Fokker 50            | 4       | 1         | 48            | 48            |       |
| Fokker 50            | 4       | 1         | 50            | 50            |       |
| Łącznie              | 4       | 2         |               |               |       |